# Sophie van Oranje-Nassau

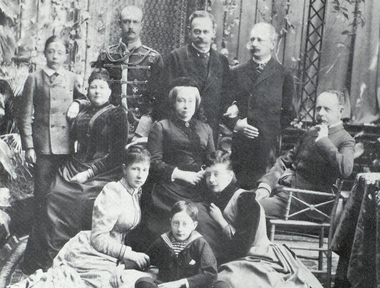
Sophie met haar man, zoon, dochters, schoonzoons, schoondochter en twee kleinkinderen (1889)

Wilhelmine Marie Sophie Louise (Den Haag, Paleis Lange Voorhout, 8 april 1824 – Weimar, 23 maart 1897), prinses der Nederlanden, prinses van Oranje-Nassau, groothertogin van Saksen-Weimar-Eisenach, was een dochter van koning Willem II der Nederlanden en Anna Paulowna van Rusland, grootvorstin van Rusland.

## Jeugd, huwelijk en kinderen
Sophie was het jongste kind van koning Willem II. Ze kreeg de namen Wilhelmine, naar haar vaders moeder, Marie Sophie, naar haar moeders moeder, Louise, naar een tante van haar vader. Sophie had drie oudere broers.
Sophie groeide op op Paleis Soestdijk, afgewisseld met verblijven in Den Haag, Paleis Het Loo, Brussel en Tervuren. Willem liet haar opvoeding over aan zijn vrouw. Tijdens haar opvoeding werd haar meer geleerd wat zij niet moest doen, dan wat ze wel moest doen. Hierdoor had ze een kleine leerachterstand. 
Eind jaren dertig werd Sophie zwaar ziek. Om op krachten te komen, ging ze met haar moeder naar Weimar. Hier ontmoette ze erfgroothertog Karel Alexander van Saksen-Weimar-Eisenach. Toen hij op zijn beurt in 1841 in Nederland kwam, werden zij tijdens een tocht door Friesland verliefd. Ze huwden op 8 oktober 1842 op Paleis Kneuterdijk in Den Haag. Karel Alexander was haar volle neef. Zijn moeder was een zus van haar moeder. Uit Sophies succesvolle huwelijk met Karel Alexander werden de volgende kinderen geboren:
- Karel August (31 juli 1844 – 20 november 1894), gehuwd met Pauline van Saksen-Weimar-Eisenach
- Marie (20 januari 1849 – 6 mei 1922), gehuwd met Hendrik VII Reuß
- Sophie (29 mei 1851 – 26 mei 1859)
- Elisabeth (28 februari 1854 – 10 juli 1908), gehuwd met Johan Albrecht van Mecklenburg-Schwerin.

In oktober 1892 vierden Sophie en Karel Alexander hun gouden bruiloft. Er werd een grote bijeenkomst gehouden. Ook Wilhelmina en Emma waren aanwezig. Voor deze gelegenheid had Richard Strauss een stuk geschreven getiteld “Variationen über “Wilhelm von Oranien””. Dit werd snel vergeten tot het in 1999 boven water kwam in het archief van het Koninklijk Huis. Op deze reünie ontmoette Wilhelmina voor het eerst haar latere man, prins Hendrik. Hij was hier aanwezig omdat zijn halfbroer getrouwd was met de dochter van Sophie, Elisabeth.
Door de dood van haar dochtertje Sophie versomberde haar leven. In 1894 stierf haar oudste zoon. Dit trof haar zwaar. Sinds dat moment ging haar gezondheid langzaam achteruit en verergerde bovendien haar allergische kwaal. In 1894 zei ze: Ik heb onuitputtelijk veel geleden.

## Groothertogin

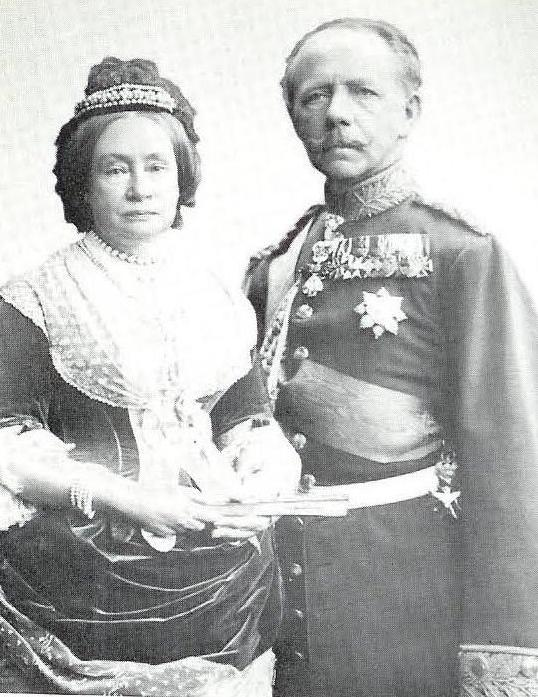
Sophie en Karel Alexander ter gelegenheid van de viering van hun gouden huwelijk in 1892

Het hof in Weimar onderscheidde zich van andere Europese hoven, doordat Weimar in 1816 een aantal constitutionele wetten had aangenomen dat er de toon aangaf. De cultuur speelde er ook een belangrijke rol. Haar echtgenoot besteeg in 1853 de troon van het als centrum van cultuur en wetenschappen bekende Saksen-Weimar-Eisenach. Zij en haar man waren bevriend met onder anderen Hans Christian Andersen en Richard Wagner die allebei een tijd in Weimar verbleven.
Groothertogin Sophie wijdde zich ook aan de literatuur en initieerde, nadat de kleinzoon van Johann Wolfgang von Goethe diens literaire nalatenschap aan haar had vermaakt, de 143-delige Sophienausgabe van diens werk. Nadat haar in 1889 ook de papieren van Friedrich Schiller waren toevertrouwd, richtte zij te Weimar het Goethe-Schiller-Archiv op.
Omdat haar man en zoon gedurende de Frans-Duitse Oorlog (1870-1871) bij hun troepen verbleven was zij regentes over het hertogdom Saksen-Weimar-Eisenach.

## Sophie en Nederland
Sophie bleef de gang van zaken in Nederland op de voet volgen en hield contact met haar Nederlandse verwanten. Ze was een trouw adviseur van de koninginnen Emma en Wilhelmina. Ook was Wilhelmina erg op haar tante gesteld, daar haar vader overleden was toen zij nog maar tien jaar oud was.  
In haar autobiografie schreef Wilhelmina onder andere over haar: 

Tante kwam ieder jaar bij ons logeren en genoot er dan bijzonder van weer in haar oude vaderland te zijn. Tante was voor mij het laatst overgeblevene van vader, wat een bijzondere band gaf, en zij zou mijn opvolgster zijn ingeval mij iets zou overkomen. Reeds als kind woog dit laatste, dat zij het was aan wie ik het vaderland zou achterlaten, bij mij heel zwaar. Er bestond een grote vriendschap en een sterke onderlinge waardering tussen tante Sophie en moeder. Tante, die zo goed met het leven hier te lande op de hoogte was gebleven, was voor moeder een gesprekspartner als geen ander. Met haar kon moeder over alles spreken. Tante had een aantal bijzondere gaven en was begiftigd met een scherp en groot verstand. Ook tante en ik waren grote vrienden en ik herinner mij nog levendig de vertrouwelijke praatuurtjes op haar kamer. Het waren uurtjes waar ik veel aan heb gehad. Tante was erg knap en heeft ontzaglijk veel voor Weimar gedaan. Landsvrouwe in grote stijl!

In de zomer van 1896 kwam Sophie met haar man voor het laatst in Nederland. Ze logeerden op paleis Soestdijk, omdat hier veel Sophie deed denken aan haar moeder, Anna Paulowna. In Nederland vierden ze de 38e verjaardag van koningin-regentes Emma.

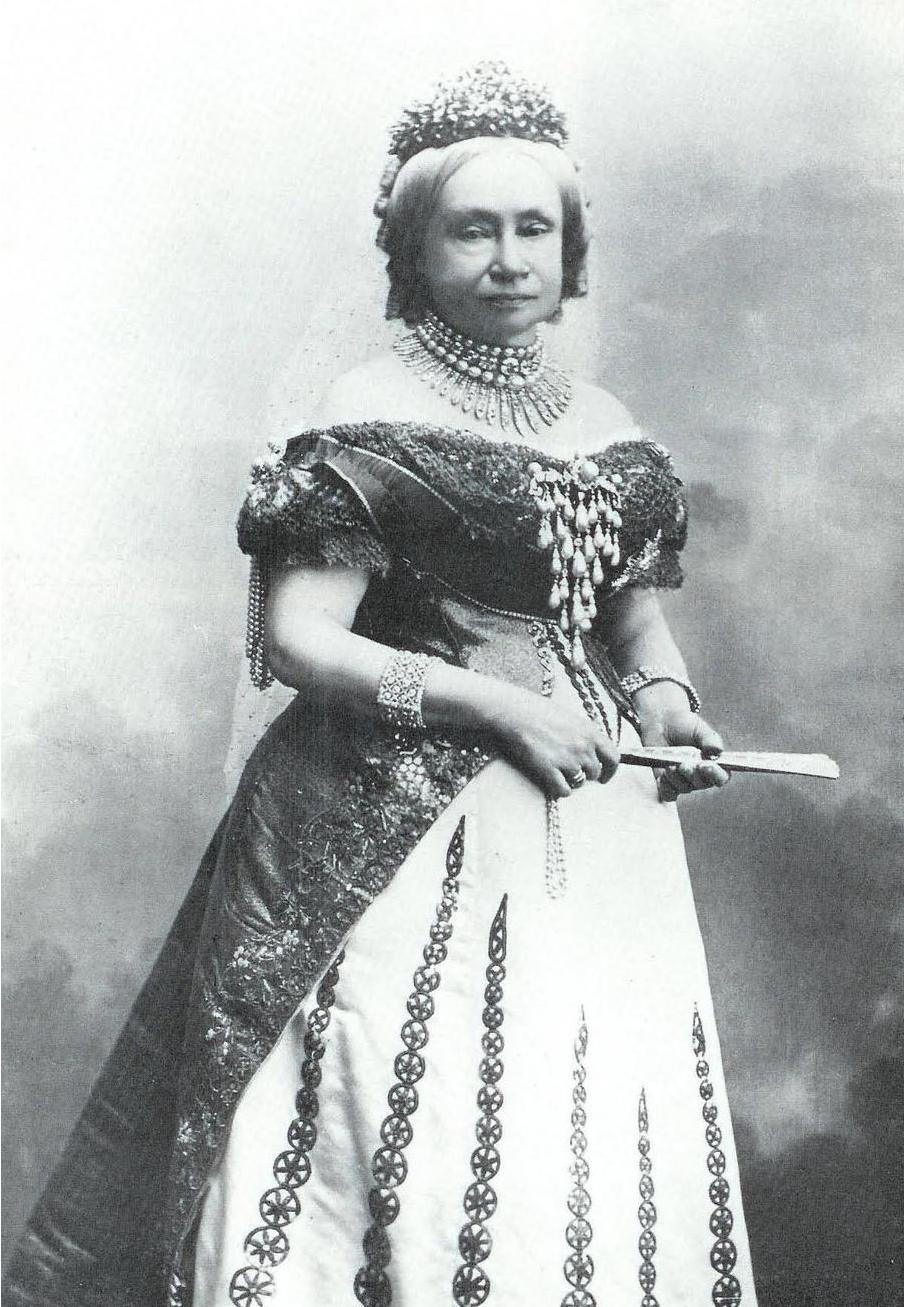
Sophie der Nederlanden

## Overlijden
Een half jaar na haar laatste bezoek aan Nederland overleed Sophie, 72 jaar oud. Haar man was die dag niet thuis. 
Over haar dood vertelt Wilhelmina onder andere het volgende: 

Op het einde van die eerste drukke winter, de drieëntwintigste maart, kregen wij het bericht van het plotselinge overlijden van tante Sophie. Midden in haar arbeid zakte zij ineen en overleed binnen enkele uren. Wij waren diep bedroefd dit laatste van vader te moeten missen, ook om al de liefde die wij van haar ondervonden en omdat zij altijd met haar heldere verstand met raad en daad voor ons klaar stond. Zoals ik reeds vermeld heb, was zij mijn opvolgster voor het geval mij iets mocht gebeuren. Haar heengaan was een stuk werkelijk leven dat ik ondervond en dat mij rijper maakte. Het versterkte nog mijn verantwoordelijkheidsbesef tegenover mijn toekomstige taak...

## Aanspraak op de Nederlandse troon
Na de dood van Willem III was zij, in de eerste jaren van de regering van Wilhelmina, eerste in de lijn voor de erfopvolging in Nederland. Na Sophies dood zou, indien Wilhelmina kinderloos was gebleven, Sophies kleinzoon Willem Ernst waarschijnlijk de opvolger zijn. 
Sophie heeft veel voor Weimar gedaan. Op 8 oktober 1924 werd daarom haar 100e geboortedag groots herdacht in Saksen-Weimar-Eisenach in tegenwoordigheid van haar kleindochter en naamgenote Sophie van Reuss, dochter van Marie.

## Kwartierstaat
| Willem V van Oranje-Nassau (1748–1806) | Willem V van Oranje-Nassau (1748–1806) | Willem V van Oranje-Nassau (1748–1806) | Willem V van Oranje-Nassau (1748–1806) | Willem V van Oranje-Nassau (1748–1806) | Willem V van Oranje-Nassau (1748–1806) | Wilhelmina van Pruisen (1751-1820)     | Wilhelmina van Pruisen (1751-1820)     | Wilhelmina van Pruisen (1751-1820)     | Wilhelmina van Pruisen (1751-1820)     | Wilhelmina van Pruisen (1751-1820)    | Wilhelmina van Pruisen (1751-1820)    |                                       |                                       | Frederik Willem II van Pruisen (1744-1797) | Frederik Willem II van Pruisen (1744-1797) | Frederik Willem II van Pruisen (1744-1797) | Frederik Willem II van Pruisen (1744-1797) | Frederik Willem II van Pruisen (1744-1797) | Frederik Willem II van Pruisen (1744-1797) | Frederika van Hessen-Darmstadt (1751-1805) | Frederika van Hessen-Darmstadt (1751-1805) | Frederika van Hessen-Darmstadt (1751-1805) | Frederika van Hessen-Darmstadt (1751-1805) | Frederika van Hessen-Darmstadt (1751-1805) | Frederika van Hessen-Darmstadt (1751-1805) |                                       |                                       | Peter III van Rusland (1728–1762)     | Peter III van Rusland (1728–1762)     | Peter III van Rusland (1728–1762) | Peter III van Rusland (1728–1762) | Peter III van Rusland (1728–1762) | Peter III van Rusland (1728–1762) | Catharina de Grote (1729–1796)              | Catharina de Grote (1729–1796)              | Catharina de Grote (1729–1796)              | Catharina de Grote (1729–1796)              | Catharina de Grote (1729–1796)              | Catharina de Grote (1729–1796)              |                                       |                                       | Frederik Eugenius van Württemberg (1732-1797) | Frederik Eugenius van Württemberg (1732-1797) | Frederik Eugenius van Württemberg (1732-1797)              | Frederik Eugenius van Württemberg (1732-1797)              | Frederik Eugenius van Württemberg (1732-1797)              | Frederik Eugenius van Württemberg (1732-1797)              | Frederika Dorothea Sophia van Brandenburg-Schwedt (1736-1798) | Frederika Dorothea Sophia van Brandenburg-Schwedt (1736-1798) | Frederika Dorothea Sophia van Brandenburg-Schwedt (1736-1798) | Frederika Dorothea Sophia van Brandenburg-Schwedt (1736-1798) | Frederika Dorothea Sophia van Brandenburg-Schwedt (1736-1798) | Frederika Dorothea Sophia van Brandenburg-Schwedt (1736-1798) |  |  |  |  |  |  |  |  |  |  |  |  |  |  |  |  |  |  |  |  |  |  |  |  |  |  |  |  |  |  |  |  |  |  |  |  |  |  |  |  |  |  |  |  |  |  |  |  |
| Willem V van Oranje-Nassau (1748–1806) | Willem V van Oranje-Nassau (1748–1806) | Willem V van Oranje-Nassau (1748–1806) | Willem V van Oranje-Nassau (1748–1806) | Willem V van Oranje-Nassau (1748–1806) | Willem V van Oranje-Nassau (1748–1806) | Wilhelmina van Pruisen (1751-1820)     | Wilhelmina van Pruisen (1751-1820)     | Wilhelmina van Pruisen (1751-1820)     | Wilhelmina van Pruisen (1751-1820)     | Wilhelmina van Pruisen (1751-1820)    | Wilhelmina van Pruisen (1751-1820)    |                                       |                                       | Frederik Willem II van Pruisen (1744-1797) | Frederik Willem II van Pruisen (1744-1797) | Frederik Willem II van Pruisen (1744-1797) | Frederik Willem II van Pruisen (1744-1797) | Frederik Willem II van Pruisen (1744-1797) | Frederik Willem II van Pruisen (1744-1797) | Frederika van Hessen-Darmstadt (1751-1805) | Frederika van Hessen-Darmstadt (1751-1805) | Frederika van Hessen-Darmstadt (1751-1805) | Frederika van Hessen-Darmstadt (1751-1805) | Frederika van Hessen-Darmstadt (1751-1805) | Frederika van Hessen-Darmstadt (1751-1805) |                                       |                                       | Peter III van Rusland (1728–1762)     | Peter III van Rusland (1728–1762)     | Peter III van Rusland (1728–1762) | Peter III van Rusland (1728–1762) | Peter III van Rusland (1728–1762) | Peter III van Rusland (1728–1762) | Catharina de Grote (1729–1796)              | Catharina de Grote (1729–1796)              | Catharina de Grote (1729–1796)              | Catharina de Grote (1729–1796)              | Catharina de Grote (1729–1796)              | Catharina de Grote (1729–1796)              |                                       |                                       | Frederik Eugenius van Württemberg (1732-1797) | Frederik Eugenius van Württemberg (1732-1797) | Frederik Eugenius van Württemberg (1732-1797)              | Frederik Eugenius van Württemberg (1732-1797)              | Frederik Eugenius van Württemberg (1732-1797)              | Frederik Eugenius van Württemberg (1732-1797)              | Frederika Dorothea Sophia van Brandenburg-Schwedt (1736-1798) | Frederika Dorothea Sophia van Brandenburg-Schwedt (1736-1798) | Frederika Dorothea Sophia van Brandenburg-Schwedt (1736-1798) | Frederika Dorothea Sophia van Brandenburg-Schwedt (1736-1798) | Frederika Dorothea Sophia van Brandenburg-Schwedt (1736-1798) | Frederika Dorothea Sophia van Brandenburg-Schwedt (1736-1798) |  |  |  |  |  |  |  |  |  |  |  |  |  |  |  |  |  |  |  |  |  |  |  |  |  |  |  |  |  |  |  |  |  |  |  |  |  |  |  |  |  |  |  |  |  |  |  |  |
|                                        |                                        |                                        |                                        |                                        |                                        |                                        |                                        |                                        |                                        |                                       |                                       |                                       |                                       |                                            |                                            |                                            |                                            |                                            |                                            |                                            |                                            |                                            |                                            |                                            |                                            |                                       |                                       |                                       |                                       |                                   |                                   |                                   |                                   |                                             |                                             |                                             |                                             |                                             |                                             |                                       |                                       |                                               |                                               |                                                            |                                                            |                                                            |                                                            |                                                               |                                                               |                                                               |                                                               |                                                               |                                                               |  |  |  |  |  |  |  |  |  |  |  |  |  |  |  |  |  |  |  |  |  |  |  |  |  |  |  |  |  |  |  |  |  |  |  |  |  |  |  |  |  |  |  |  |  |  |  |  |
|                                        |                                        |                                        |                                        | Willem I der Nederlanden (1772–1843)   | Willem I der Nederlanden (1772–1843)   | Willem I der Nederlanden (1772–1843)   | Willem I der Nederlanden (1772–1843)   | Willem I der Nederlanden (1772–1843)   | Willem I der Nederlanden (1772–1843)   |                                       |                                       |                                       |                                       |                                            |                                            | Wilhelmina van Pruisen (1774-1837)         | Wilhelmina van Pruisen (1774-1837)         | Wilhelmina van Pruisen (1774-1837)         | Wilhelmina van Pruisen (1774-1837)         | Wilhelmina van Pruisen (1774-1837)         | Wilhelmina van Pruisen (1774-1837)         |                                            |                                            |                                            |                                            |                                       |                                       |                                       |                                       |                                   |                                   | Paul I van Rusland (1754-1801)    | Paul I van Rusland (1754-1801)    | Paul I van Rusland (1754-1801)              | Paul I van Rusland (1754-1801)              | Paul I van Rusland (1754-1801)              | Paul I van Rusland (1754-1801)              |                                             |                                             |                                       |                                       |                                               |                                               | Sophia Dorothea Augusta Louisa van Württemberg (1759-1828) | Sophia Dorothea Augusta Louisa van Württemberg (1759-1828) | Sophia Dorothea Augusta Louisa van Württemberg (1759-1828) | Sophia Dorothea Augusta Louisa van Württemberg (1759-1828) | Sophia Dorothea Augusta Louisa van Württemberg (1759-1828)    | Sophia Dorothea Augusta Louisa van Württemberg (1759-1828)    |                                                               |                                                               |                                                               |                                                               |  |  |  |  |  |  |  |  |  |  |  |  |  |  |  |  |  |  |  |  |  |  |  |  |  |  |  |  |  |  |  |  |  |  |  |  |  |  |  |  |  |  |  |  |  |  |  |  |
|                                        |                                        |                                        |                                        | Willem I der Nederlanden (1772–1843)   | Willem I der Nederlanden (1772–1843)   | Willem I der Nederlanden (1772–1843)   | Willem I der Nederlanden (1772–1843)   | Willem I der Nederlanden (1772–1843)   | Willem I der Nederlanden (1772–1843)   |                                       |                                       |                                       |                                       |                                            |                                            | Wilhelmina van Pruisen (1774-1837)         | Wilhelmina van Pruisen (1774-1837)         | Wilhelmina van Pruisen (1774-1837)         | Wilhelmina van Pruisen (1774-1837)         | Wilhelmina van Pruisen (1774-1837)         | Wilhelmina van Pruisen (1774-1837)         |                                            |                                            |                                            |                                            |                                       |                                       |                                       |                                       |                                   |                                   | Paul I van Rusland (1754-1801)    | Paul I van Rusland (1754-1801)    | Paul I van Rusland (1754-1801)              | Paul I van Rusland (1754-1801)              | Paul I van Rusland (1754-1801)              | Paul I van Rusland (1754-1801)              |                                             |                                             |                                       |                                       |                                               |                                               | Sophia Dorothea Augusta Louisa van Württemberg (1759-1828) | Sophia Dorothea Augusta Louisa van Württemberg (1759-1828) | Sophia Dorothea Augusta Louisa van Württemberg (1759-1828) | Sophia Dorothea Augusta Louisa van Württemberg (1759-1828) | Sophia Dorothea Augusta Louisa van Württemberg (1759-1828)    | Sophia Dorothea Augusta Louisa van Württemberg (1759-1828)    |                                                               |                                                               |                                                               |                                                               |  |  |  |  |  |  |  |  |  |  |  |  |  |  |  |  |  |  |  |  |  |  |  |  |  |  |  |  |  |  |  |  |  |  |  |  |  |  |  |  |  |  |  |  |  |  |  |  |
|                                        |                                        |                                        |                                        |                                        |                                        |                                        |                                        |                                        |                                        | Willem II der Nederlanden (1792-1849) | Willem II der Nederlanden (1792-1849) | Willem II der Nederlanden (1792-1849) | Willem II der Nederlanden (1792-1849) | Willem II der Nederlanden (1792-1849)      | Willem II der Nederlanden (1792-1849)      |                                            |                                            |                                            |                                            |                                            |                                            |                                            |                                            |                                            |                                            |                                       |                                       |                                       |                                       |                                   |                                   |                                   |                                   |                                             |                                             |                                             |                                             | Anna Paulowna van Rusland (1795-1865)       | Anna Paulowna van Rusland (1795-1865)       | Anna Paulowna van Rusland (1795-1865) | Anna Paulowna van Rusland (1795-1865) | Anna Paulowna van Rusland (1795-1865)         | Anna Paulowna van Rusland (1795-1865)         |                                                            |                                                            |                                                            |                                                            |                                                               |                                                               |                                                               |                                                               |                                                               |                                                               |  |  |  |  |  |  |  |  |  |  |  |  |  |  |  |  |  |  |  |  |  |  |  |  |  |  |  |  |  |  |  |  |  |  |  |  |  |  |  |  |  |  |  |  |  |  |  |  |
|                                        |                                        |                                        |                                        |                                        |                                        |                                        |                                        |                                        |                                        | Willem II der Nederlanden (1792-1849) | Willem II der Nederlanden (1792-1849) | Willem II der Nederlanden (1792-1849) | Willem II der Nederlanden (1792-1849) | Willem II der Nederlanden (1792-1849)      | Willem II der Nederlanden (1792-1849)      |                                            |                                            |                                            |                                            |                                            |                                            |                                            |                                            |                                            |                                            |                                       |                                       |                                       |                                       |                                   |                                   |                                   |                                   |                                             |                                             |                                             |                                             | Anna Paulowna van Rusland (1795-1865)       | Anna Paulowna van Rusland (1795-1865)       | Anna Paulowna van Rusland (1795-1865) | Anna Paulowna van Rusland (1795-1865) | Anna Paulowna van Rusland (1795-1865)         | Anna Paulowna van Rusland (1795-1865)         |                                                            |                                                            |                                                            |                                                            |                                                               |                                                               |                                                               |                                                               |                                                               |                                                               |  |  |  |  |  |  |  |  |  |  |  |  |  |  |  |  |  |  |  |  |  |  |  |  |  |  |  |  |  |  |  |  |  |  |  |  |  |  |  |  |  |  |  |  |  |  |  |  |
|                                        |                                        |                                        |                                        |                                        |                                        |                                        |                                        |                                        |                                        |                                       |                                       |                                       |                                       |                                            |                                            |                                            |                                            |                                            |                                            |                                            |                                            |                                            |                                            |                                            |                                            |                                       |                                       |                                       |                                       |                                   |                                   |                                   |                                   |                                             |                                             |                                             |                                             |                                             |                                             |                                       |                                       |                                               |                                               |                                                            |                                                            |                                                            |                                                            |                                                               |                                                               |                                                               |                                                               |                                                               |                                                               |  |  |  |  |  |  |  |  |  |  |  |  |  |  |  |  |  |  |  |  |  |  |  |  |  |  |  |  |  |  |  |  |  |  |  |  |  |  |  |  |  |  |  |  |  |  |  |  |
|                                        |                                        |                                        |                                        |                                        |                                        |                                        |                                        |                                        |                                        |                                       |                                       |                                       |                                       |                                            |                                            |                                            |                                            |                                            |                                            |                                            |                                            |                                            |                                            |                                            |                                            |                                       |                                       |                                       |                                       |                                   |                                   |                                   |                                   |                                             |                                             |                                             |                                             |                                             |                                             |                                       |                                       |                                               |                                               |                                                            |                                                            |                                                            |                                                            |                                                               |                                                               |                                                               |                                                               |                                                               |                                                               |  |  |  |  |  |  |  |  |  |  |  |  |  |  |  |  |  |  |  |  |  |  |  |  |  |  |  |  |  |  |  |  |  |  |  |  |  |  |  |  |  |  |  |  |  |  |  |  |
|                                        |                                        |                                        |                                        | Willem III der Nederlanden (1817–1890) | Willem III der Nederlanden (1817–1890) | Willem III der Nederlanden (1817–1890) | Willem III der Nederlanden (1817–1890) | Willem III der Nederlanden (1817–1890) | Willem III der Nederlanden (1817–1890) |                                       |                                       |                                       |                                       | Alexander van Oranje-Nassau (1818-1848)    | Alexander van Oranje-Nassau (1818-1848)    | Alexander van Oranje-Nassau (1818-1848)    | Alexander van Oranje-Nassau (1818-1848)    | Alexander van Oranje-Nassau (1818-1848)    | Alexander van Oranje-Nassau (1818-1848)    |                                            |                                            |                                            |                                            | Hendrik van Oranje-Nassau (1820-1879)      | Hendrik van Oranje-Nassau (1820-1879)      | Hendrik van Oranje-Nassau (1820-1879) | Hendrik van Oranje-Nassau (1820-1879) | Hendrik van Oranje-Nassau (1820-1879) | Hendrik van Oranje-Nassau (1820-1879) |                                   |                                   |                                   |                                   | Ernst Casimir van Oranje-Nassau (1822-1822) | Ernst Casimir van Oranje-Nassau (1822-1822) | Ernst Casimir van Oranje-Nassau (1822-1822) | Ernst Casimir van Oranje-Nassau (1822-1822) | Ernst Casimir van Oranje-Nassau (1822-1822) | Ernst Casimir van Oranje-Nassau (1822-1822) |                                       |                                       |                                               |                                               | Sophie van Oranje-Nassau (1824-1897)                       | Sophie van Oranje-Nassau (1824-1897)                       | Sophie van Oranje-Nassau (1824-1897)                       | Sophie van Oranje-Nassau (1824-1897)                       | Sophie van Oranje-Nassau (1824-1897)                          | Sophie van Oranje-Nassau (1824-1897)                          |                                                               |                                                               |                                                               |                                                               |  |  |  |  |  |  |  |  |  |  |  |  |  |  |  |  |  |  |  |  |  |  |  |  |  |  |  |  |  |  |  |  |  |  |  |  |  |  |  |  |  |  |  |  |  |  |  |  |